# Josef Brož (sportovec)
Josef Brož (24. dubna 1927, Radotín u Prahy – 19. března 2005, Praha) byl český volejbalista, československý reprezentant, mistr světa a mistr Evropy, úspěšný reprezentační trenér, zasloužilý mistr sportu a zasloužilý trenér.

## Sportovní kariéra
S volejbalem začal se svým bratrem Karlem v oddílu SSK Život (později přejmenovaný na Sokol Michle).1949 nastoupil základní vojenskou službu v armádním celku ATK Praha (od roku 1953 ÚDA Praha) a působil zde jako hrající trenér až do roku 1957. V letech 1950–1955 se stal 6x mistrem republiky. Kariéru zakončil jako hrající trenér Sparty Praha. Československo reprezentoval v letech 1948–1957 a na vrcholných soutěžích v té době získal dvě zlaté a tři stříbrné medaile.

## Trenérská kariéra
Ještě během své hráčské kariéry působil zároveň jako trenér mužstva mužů ÚDA Praha a Sparta Praha. 1961–1965 působil jako trenér Lokomotivy Praha. Během své trenérské kariéry u ligových mužstev získal sedm titulů mistra republiky.
Reprezentační mužstvo mužů ČSSR vedl v letech 1961–1964 a získal s ním stříbrnou medaili na MS 1962 v Moskvě a OH 1964 v Tokiu. 1965–1969 trénoval reprezentační celek mužů Tunisu.

## Největší úspěchy

### Mistrovství světa ve volejbale
- 1949: MS v Praze, 2. místo
- 1952: MS v Moskvě, 2. místo
- 1956: MS v Paříži, 1. místo

### Mistrovství Evropy ve volejbale
- 1948: ME v Římě, 1. místo
- 1950: ME v Sofii, 2. místo

## Osobní život
Původním povoláním tiskař (typograf), v letech 1952–1965 trenér z povolání, od roku 1970 do důchodového věku byl referentem PZO Unifrux, zabývajícího se dovozem exotického ovoce. Ženatý, manželka Mgr. Taťana roz. Kostrjuková (ligová volejbalistka Slavie Dynama a ÚDA Praha), syn Petr. Bratr Karel Brož úspěšný volejbalový reprezentant a trenér.